# Tnine Sidi Lyamani
Tnine Sidi Lyamani (arabiska: اثنين سيدي اليمني) är en ort i Marocko, som i folkräkningen räknas som stad i landskommunen Sidi Lyamani. Den ligger i prefekturen Tanger-Assilah och regionen Tanger-Tétouan-Al Hoceïma, 170 km nordost om huvudstaden Rabat. Antalet invånare var 1 058 vid folkräkningen 2014.